# Yawata

Yawata (八幡市 Yawata-shi?) este un municipiu din Japonia, prefectura Kyoto.